# Stolnica v Tampereju
Stolnica v Tampereju (finsko Tampereen tuomiokirkko, švedsko Tammerfors domkyrka; prvotno znana kot cerkev sv. Janeza) je luteranska cerkev v Tampereju na Finskem in sedež škofije Tampere. Stavbo je v slogu nacionalne romantike zasnoval Lars Sonck in je bila zgrajena med letoma 1902 in 1907.
Stolnica je znana po svojih freskah, ki jih je med letoma 1905 in 1906 naslikal simbolist Hugo Simberg. Slike so v svojem času povzročile precej negativnih kritik, saj so predstavljale različici Simbergovega Ranjenega angela in Vrt smrti. Posebej sporna je bila Simbergova slika krilate kače na rdečem ozadju na najvišji točki stropa, ki so jo nekateri sodobniki interpretirali kot simbol greha in pokvarjenosti.
Oltarno sliko, ki predstavlja prihodnje vstajenje ljudi vseh ras, je naslikal Magnus Enckell.

## Oprema
Prižnica je levo od oltarja. Zgrajena je bila tako, da se vidi povsod po cerkvi. Obhajilni pribor je oblikoval Eric O.W. Ehrström in je okrašena s krščanskimi okraski in prizori Kristusovega trpljenja.
Glavne orgle je leta 1929 zgradil izdelovalec orgel Kangasalan Urkutehdas. Glasbilo ima 73 registrov na treh manualih in pedalu.

## Poslikave
Ko je bila leta 1923 ustanovljena škofija Tampere, je bila cerkev sv. Janeza določena za stolnico.
Na priporočilo slikarja Alberta Edelfelta so za poslikavo cerkve naročili Magnusa Enckella in Huga Simberga. Enckell je ustvaril monumentalno oltarno sliko Vstajenje. Na sliki so ljudje, večinoma v belih haljah: ženske z otroki, moški in pari. Preostale stenske in steklene slike so Simbergove, oljna slika Ranjeni angel v galeriji in freska V vrtu smrti v levi ladji.
Na stropu glavne ladje lahko vidite rajsko kačo, ki v gobcu drži jabolko z drevesa spoznanja dobrega in zla. Simbolika slik in dejstvo, da je na najvišjo točko oboka naslikal krilato kačo na rdečem ozadju, sta od posvečenja cerkve sprožila burne razprave o tem, ali je ta umetnost primerna za cerkveno uporabo. Danes slike Simberga in Enckella sodijo med mojstrovine finskega simbolizma. Hugo Simberg je za vitraže vzel za model svetopisemske odlomke, tako da lahko vidite Svetega Duha v obliki belega goloba, goreči grm, o katerem govori druga Mojzesova knjiga, in belo-rdečega jezdeca, ki so omenjeni v Janezovem razodetju, ki jih je treba poimenovati.